# Untold Legends: Brotherhood of the Blade
Untold Legends: Brotherhood of the Blade é um RPG eletrônico de ação produzido pela Sony Online Entertainment lançado em 22 de março de 2005 como um dos títulos de lançamento do PlayStation Portable na América do Norte.
O jogo possui quatro classes disponíveis e modo online, se passa no mundo de Untaca.